# Vincent Kriechmayr
Vincent Kriechmayr (Linz, 1 de octubre de 1991) es un deportista austríaco que compite en esquí alpino.
Ganó cinco medallas en el Campeonato Mundial de Esquí Alpino entre los años 2019 y 2025. En la Copa del Mundo consiguió dieciocho victorias y 37 podios en total.
Participó en dos Juegos Olímpicos de Invierno, ocupando el sexto lugar en Pyeongchang 2018 y el quinto en Pekín 2022, en la prueba de supergigante.

## Palmarés internacional
| Campeonato Mundial | Campeonato Mundial         | Campeonato Mundial | Campeonato Mundial |
| Año                | Lugar                      | Medalla            | Prueba             |
| ------------------ | -------------------------- | ------------------ | ------------------ |
| 2019               | Åre (Suecia)               | Medalla de plata   | Supergigante       |
| 2019               | Åre (Suecia)               | Medalla de bronce  | Descenso           |
| 2021               | Cortina d'Ampezzo (Italia) | Medalla de oro     | Descenso           |
| 2021               | Cortina d'Ampezzo (Italia) | Medalla de oro     | Supergigante       |
| 2025               | Saalbach (Austria)         | Medalla de plata   | Descenso           |